# Atari ST
L'Atari ST va ser un ordinador domèstic/personal produït per l'Atari Corporation i venut entre 1985 i l'inici de la dècada del 1990. Oficialment, ST significa «Sixteen/Thirty-two» («Setze/Trenta-dues»), una referència als busos intern (32 bits) i extern (16 bits) del Motorola 68000. Va ser succeït pels models Atari TT i Falcon.

## Visió de conjunt
L'Atari ST va formar part de la generació de microordinadors de 16/32 bits basada en la UCP Motorola 68000, amb 512 KiB de memòria d'accés aleatori (o més) i unitats de disquet de 3½" per a emmagatzematge. Va ser semblant a altres màquines contemporànies que van usar el mateix microprocessador, tals com l'Apple Macintosh i el Commodore Amiga. Encara que el Macintosh hagi estat el primer ordinador àmpliament disponible a usar una interfície gràfica d'usuari (GUI), aquesta estava limitada a la pantalla monocrom d'un petit monitor encastat. Precedint el llançament comercial de l'Amiga en gairebé dos mesos, l'Atari ST va ser el primer ordinador venut amb una GUI totalment acolorida en mapa de bits, usant una versió del GEM de la Digital Research, llançada al febrer de 1985. Va ser també el primer ordinador domèstic amb una interfície MIDI integrada.
El ST va ser principalment un competidor per als sistemes Apple Macintosh i Commodore Amiga. Aquesta rivalitat entre plataformes freqüentment es reflectia entre els seus usuaris i era més prominent en la «Demoscene». Encara que no posseís els coprocessadors personalitzats de l'Amiga, que col·locaven aquesta màquina a l'estat de l'art per als mercats de vídeo i jocs electrònics, el ST era generalment més barat, tenia una UCP lleugerament més ràpida i un mode d'exhibició monocrom en alta resolució que ho feien ideal per a autoedició i CAD.
Gràcies a les seves portes MIDI encastades, va obtenir èxit entre músics aficionats i professionals com seqüenciador MIDI i controlador d'instruments musicals, sent usat en presentacions per grups tals com Tangerine Dream, Fatboy Slim i 808 State.
Encara que l'Atari hagi abandonat el mercat d'ordinadors, el sistema operatiu TOS es manté viu gràcies als diversos emuladors disponibles.